# AEW Bash at the Beach
AEW Bash at the Beach foi uma série de eventos de luta profissional produzidos pela All Elite Wrestling (AEW). O evento de nove dias em duas partes começou em 15 de janeiro de 2020, no Watsco Center em Coral Gables, Flórida, com um episódio especial do Dynamite, que foi ao ar como um especial de televisão na TNT. A série continuou com Rock 'N' Wrestling Rager at Sea de Chris Jericho, com lutas do cruzeiro transmitidas no episódio de 22 de janeiro do Dynamite. Os eventos continuaram até 24 de janeiro. O evento leva o nome de um antigo pay-per-view da World Championship Wrestling (WCW) de mesmo nome, mas não é uma continuação dessa cronologia, já que essa biblioteca de eventos é propriedade da WWE. O evento foi substituído pelo Beach Break em 2021.

## Produção
| Função:              | Nome:          |
| -------------------- | -------------- |
| Comentaristas        | Jim Ross       |
| Comentaristas        | Tony Schiavone |
| Comentaristas        | Excalibur      |
| Anunciador de ringue | Justin Roberts |
| Árbitros             | Aubrey Edwards |
| Árbitros             | Bryce Remsburg |
| Árbitros             | Paul Turner    |
| Árbitros             | Rick Knox      |
| Entrevistadora       | Jenn Decker    |

### Conceito
De 1994 a 2000, a World Championship Wrestling (WCW) realizou uma série de programas pay-per-view chamados WCW Bash at the Beach. A World Wrestling Federation (WWF, agora WWE) comprou a WCW em 2001 e adquiriu sua propriedade intelectual, incluindo a marca registrada para Bash at the Beach. Em 2004 e 2005, a WWE permitiu que esta marca expirasse. Cody Rhodes registrou vários termos, incluindo "Bash at the Beach" em 18 de março de 2019,  que foi criada por seu pai Dusty Rhodes. Rhodes comentou sobre esses arquivos afirmando que eram pessoais e a maioria não seria usada pela AEW. No entanto, em 18 de novembro de 2019, All Elite Wrestling anunciou que o episódio de 15 de janeiro de 2020 do Dynamite seria intitulado AEW Bash at the Beach como parte do evento de dez dias em Coral Gables, Flórida, e no navio de cruzeiro Norwegian Pearl da Norwegian Cruise Line.

### Rivalidades
Bash at the Beach apresentou lutas de wrestling profissional que envolviam lutadores diferentes de rivalidades e histórias preexistentes. Os lutadores retrataram heróis, vilões ou personagens menos distinguíveis em eventos programados que criaram tensão e culminaram em uma luta ou série de lutas. As histórias foram produzidas na série do YouTube do The Young Bucks, Being The Elite, e nos programas semanais da AEW Dynamite e Dark.

## Recepção

### Audiência
O Bash at the Beach teve uma média de 940.000 telespectadores na TNT e uma classificação de 0,38 no principal grupo demográfico da AEW.

## Depois do evento
Embora a AEW tenha prosseguido e realizado o Bash at the Beach, a marca registrada que Cody Rhodes havia registrado foi oficialmente negada em agosto de 2020. Em novembro daquele ano, um acordo foi alcançado entre Cody e a WWE na qual Cody ganhou a marca registrada "Cody Rhodes", que a WWE manteve após sua passagem naquela empresa, em troca da WWE ganhar as marcas registradas do evento WCW que Cody reivindicou, incluindo o Bash at the Beach. Como resultado, em 2021, a AEW estabeleceu o Beach Break para substituir o Bash at the Beach como seu evento anual com tema de praia no meio do inverno.

## Resultados
| Nº                                          | Resultados | Estipulações                                                                                             | Tempo |
| ------------------------------------------- | --- | --- | ----- |
| 1                                           | The Elite (Adam Page e Kenny Omega) derrotaram The Young Bucks (Matt Jackson e Nick Jackson), The Inner Circle (Santana e Ortiz), e Best Friends (Chuck Taylor e Trent?) (com Orange Cassidy) | Luta four-way de duplas Os vencedores enfrentariam SoCal Uncensored pelo AEW World Tag Team Championship | 17:06 |
| 2                                           | Hikaru Shida e Kris Statlander derrotaram The Nightmare Collective (Brandi Rhodes e Mel) (com Luther)                                                                                         | Luta de duplas                                                                                           | 12:15 |
| 3                                           | Jon Moxley derrotou Sammy Guevara por submissão | Luta individual                                                                                          | 10:02 |
| 4                                           | MJF, The Butcher e The Blade (com The Bunny e Wardlow) derrotaram Diamond Dallas Page, Dustin Rhodes, e QT Marshall                                                                           | Luta de trios                                                                                            | 10:10 |
| 5                                           | Pac derrotou Darby Allin | Luta individual                                                                                          | 11:42 |
| (c) – Refere-se aos campeões antes da luta. | | |       |

### Torneio para definir o desafiante #1 ao Campeonato Mundial da AEW
|  | Semifinais Dynamite (15 de janeiro) | Semifinais Dynamite (15 de janeiro) | Semifinais Dynamite (15 de janeiro) |            |     | Final Dynamite (21 de janeiro) Exibido em 22 de janeiro | Final Dynamite (21 de janeiro) Exibido em 22 de janeiro | Final Dynamite (21 de janeiro) Exibido em 22 de janeiro |  |
|  |                                     |                                     |                                     |            |     |                                                         |                                                         |                                                         |  |
|  | Pac                                 | Pac                                 | Pin                                 |            |     |                                                         |                                                         |                                                         |  |
|  | Pac                                 | Pac                                 | Pin                                 |            |     |                                                         |                                                         |                                                         |  |
|  | Darby Allin                         | Darby Allin                         | 11:42                               |            |     |                                                         |                                                         |                                                         |  |
|  | Darby Allin                         | Darby Allin                         | 11:42                               |            | Pac | Pac                                                     | 17:20                                                   |                                                         |  |
|  |                                     |                                     |                                     |            | Pac | Pac                                                     | 17:20                                                   |                                                         |  |
|  |                                     |                                     | Jon Moxley                          | Jon Moxley | Pin |                                                         |                                                         |                                                         |  |
|  | Sammy Guevara                       | Sammy Guevara                       | Jon Moxley                          | Jon Moxley | Pin | 10:02                                                   |                                                         |                                                         |  |
|  | Sammy Guevara                       | Sammy Guevara                       |                                     |            |     |                                                         |                                                         |                                                         |  |
|  | Jon Moxley                          | Jon Moxley                          | Sub                                 |            |     |                                                         |                                                         |                                                         |  |